# Anelasmocephalus rufitarsis
Espèce
Anelasmocephalus rufitarsis est une espèce d'opilions dyspnois de la famille des Trogulidae.

## Distribution
Cette espèce se rencontre en France en Provence-Alpes-Côte d'Azur, en Italie en Ligurie, au Piémont, en Lombardie et au Trentin-Haut-Adige et en Suisse au Tessin.

## Description
L'holotype mesure 7 mm
Les mâles mesurent de 3,0 à 4,2 mm et les femelles de 3,4 à 5,4 mm.

## Systématique et taxinomie
Cette espèce a été décrite par Simon en 1879.

## Publication originale
- Simon, 1879 : « Les Ordres des Chernetes, Scorpiones et Opiliones. » Les Arachnides de France, vol. 7, p. 1-332.